# Championnat du Mozambique de football 2004
Navigation
Saison 2003 Saison 2005
La saison 2004 du Championnat du Mozambique de football est la vingt-huitième édition du championnat de première division au Mozambique. Les douze meilleurs clubs du pays sont regroupés au sein d'une poule unique où ils s'affrontent deux fois, à domicile et à l'extérieur. En fin de saison, les trois derniers sont relégués et remplacés par les trois meilleurs clubs de deuxième division.
C'est le Clube Ferroviario de Nampula qui remporte le championnat cette saison après avoir terminé en tête du classement final, avec deux points d'avance sur le Grupo Desportivo de Maputo et neuf sur le Clube Ferroviario de Maputo. C'est le tout premier titre de champion du Mozambique de l'histoire du club, le premier depuis 1986.

## Les clubs participants
| - CD Costa do Sol - CD Maxaquene - Textáfrica do Chimoio - Promu de D2 - Clube Ferroviario de Maputo - Desportivo da Matola - Promu de D2 - GD Companhia Têxtil do Punguè | - Clube Ferroviario de Nampula - FC Lichinga - Clube Ferroviário da Beira - Clube Ferroviário de Pemba - Promu de D2 - Grupo Desportivo de Maputo - CD Matchedje |

## Compétition

### Classement
Le barème utilisé pour établir le classement est le suivant :
- Victoire : 3 points
- Match nul : 1 point
- Défaite, forfait ou abandon : 0 point

| Rang | Équipe                        | Pts | J  | G  | N  | P  | Bp | Bc | Diff |
| ---- | ----------------------------- | --- | -- | -- | -- | -- | -- | -- | ---- |
| 1    | Clube Ferroviário de Nampula  | 44  | 22 | 12 | 8  | 2  | 24 | 8  | +16  |
| 2    | Grupo Desportivo de Maputo    | 42  | 22 | 11 | 9  | 2  | 25 | 8  | +17  |
| 3    | Clube Ferroviário de MaputoC  | 35  | 22 | 9  | 8  | 5  | 22 | 11 | +11  |
| 4    | Clube Ferroviário da Beira    | 34  | 22 | 9  | 7  | 6  | 25 | 22 | +3   |
| 5    | CD MaxaqueneT                 | 29  | 22 | 7  | 8  | 7  | 16 | 15 | +1   |
| 6    | FC Lichinga                   | 28  | 22 | 7  | 7  | 8  | 18 | 16 | +2   |
| 7    | CD Matchedje                  | 25  | 22 | 6  | 7  | 9  | 17 | 19 | -2   |
| 8    | CD Costa do Sol               | 25  | 22 | 5  | 10 | 7  | 15 | 16 | -1   |
| 9    | GD Companhia Têxtil do Punguè | 23  | 22 | 6  | 5  | 11 | 21 | 31 | -10  |
| 10   | Clube Ferroviário de PembaP   | 23  | 22 | 6  | 5  | 11 | 16 | 25 | -9   |
| 11   | Textáfrica do ChimoioP        | 22  | 22 | 5  | 7  | 10 | 15 | 30 | -15  |
| 12   | Desportivo da MatolaP         | 21  | 22 | 4  | 9  | 9  | 12 | 25 | -13  |

|  | Qualification pour la Ligue des champions de la CAF 2005                                        |
|  | Qualification pour la Coupe de la confédération 2005                                            |
|  | Relégation directe en deuxième division                                                         |
|  | T : Tenant du titre C : Vainqueur de la Coupe du Mozambique P : Club promu de deuxième division |

## Bilan de la saison
| Championnat du Mozambique de football 2004                             |                                          |
| Champion                                                               | Clube Ferroviário de Nampula (1er titre) |
| Coupes et trophées                                                     |                                          |
| Vainqueur de la Coupe du Mozambique 2004                               | Clube Ferroviário de Maputo              |
| Qualifications continentales                                           |                                          |
| Ligue des champions de la CAF 2005                                     | Clube Ferroviário de Nampula             |
| Coupe de la confédération 2005                                         | Clube Ferroviário de Maputo              |
| Promotions et relégations                                              |                                          |
| Promus en Moçambola                                                    | Clube Ferroviário de Nacala              |
| Promus en Moçambola                                                    | Chingale de Tete                         |
| Promus en Moçambola                                                    | Académica de Maputo                      |
| Relégués en Championnat du Mozambique de football de deuxième division | Textáfrica do Chimoio                    |
| Relégués en Championnat du Mozambique de football de deuxième division | Desportivo da Matola                     |
| Relégués en Championnat du Mozambique de football de deuxième division | Clube Ferroviário de Pemba               |